# Gu Xuesong
Gu Xuesong (né le 21 juin 1993) est un archer chinois. Il est médaillé de bronze aux championnats du monde de tir à l'arc.

## Biographie
Gu Xuesong fait ses premières compétitions internationales en 2011. En 2015, il remporte le bronze des épreuves de tir à l'arc par équipe mixte lors des championnats du monde.

## Palmarès
- Jeux olympiques[1]
  - 33e à l'individuel homme aux Jeux olympiques d'été de 2016 à Rio de Janeiro.
  - 4e à l'épreuve par équipe homme aux Jeux olympiques d'été de 2016 à Rio de Janeiro (avec Wang Dapeng et Xing Yu).

- Championnats du monde[1]
  -  Médaille de bronze à l'épreuve par équipe mixte aux championnats du monde 2015 à Copenhague (avec Zhu Jueman).

- Coupe du monde[1]
  -  Médaille de bronze à l'épreuve par équipe homme à la coupe du monde 2014 de Wrocław.
  -  Médaille d'or à l'épreuve par équipe homme à la coupe du monde 2015 de Antalya.
  -  Médaille de bronze à l'épreuve par équipe homme à la coupe du monde 2015 de Medellín.